# Mechtildin bludný balvan
Mechtildin bludný balvan je bludný balvan nacházející se v přírodní rezervaci Dařenec u obce Vřesina v okrese Opava v pohoří Opavská pahorkatina v Moravskoslezském kraji.

## Další informace
Mechtildin bludný balvan z hrubozrnné žuly byl přírodními procesy dopraven do Vřesiny v době ledové a to ledovcem až z daleké Fennoskandinávie. Dle pověstí, balvan získal jméno po místní kněžně, kterou byla Mechtilde Christiana Maria zu Arco Zinnenberg Lichnowski (1879–1958), která měla balvan a jeho okolí v oblibě. Na balvanu je vytesán německý nápis:
| „ | Mechtilden Eiche | “ |

v českém překladu:
| „ | Mechtildin dub | “ |

který odkazuje na blízký Mechtildin dub.
Ve Vřesině a jejím okolí se vyskytuje poměrně velké množství bludných balvanů. K místu vede naučná stezka Okolo Vřesiny.

## Galerie

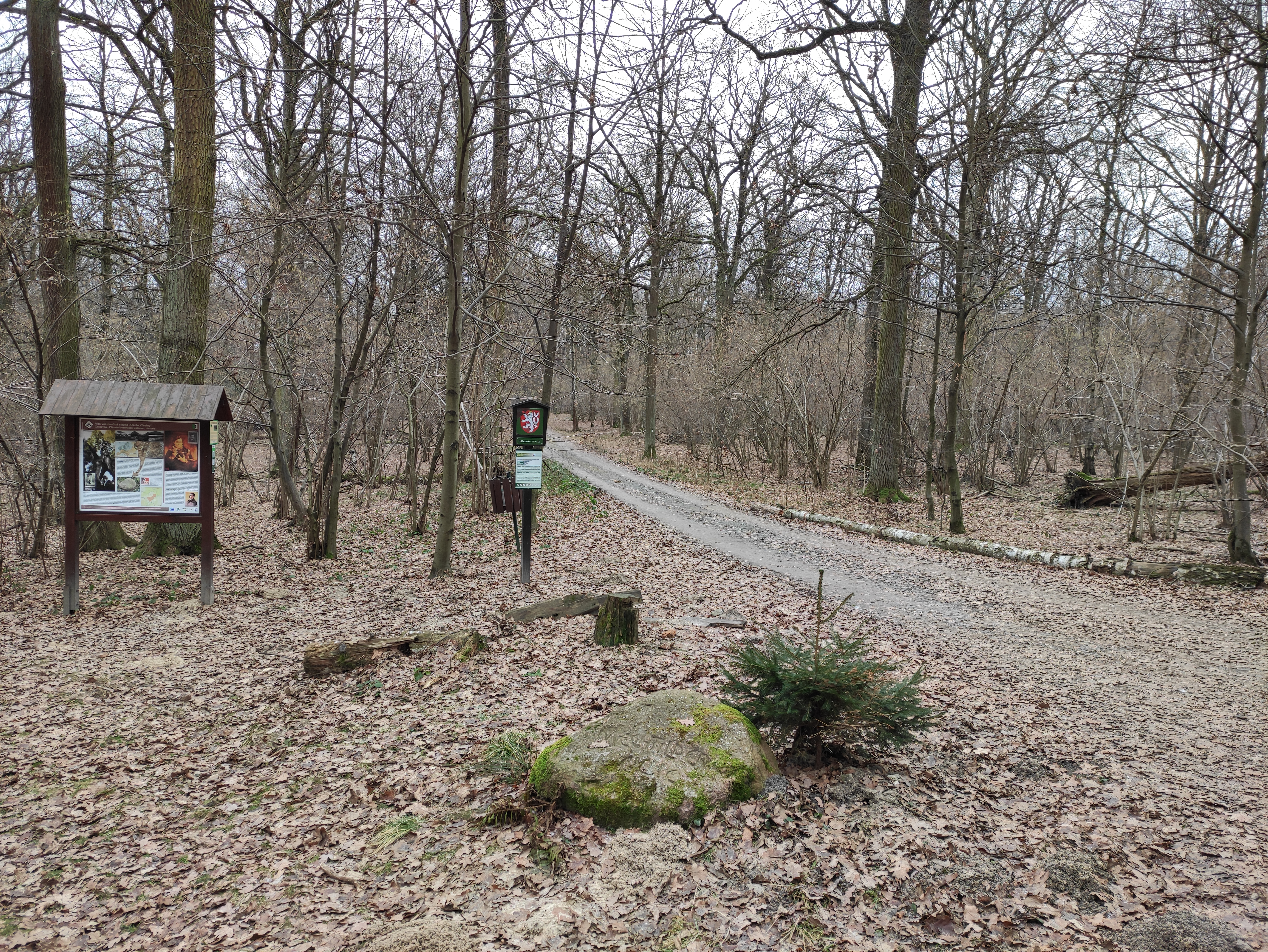
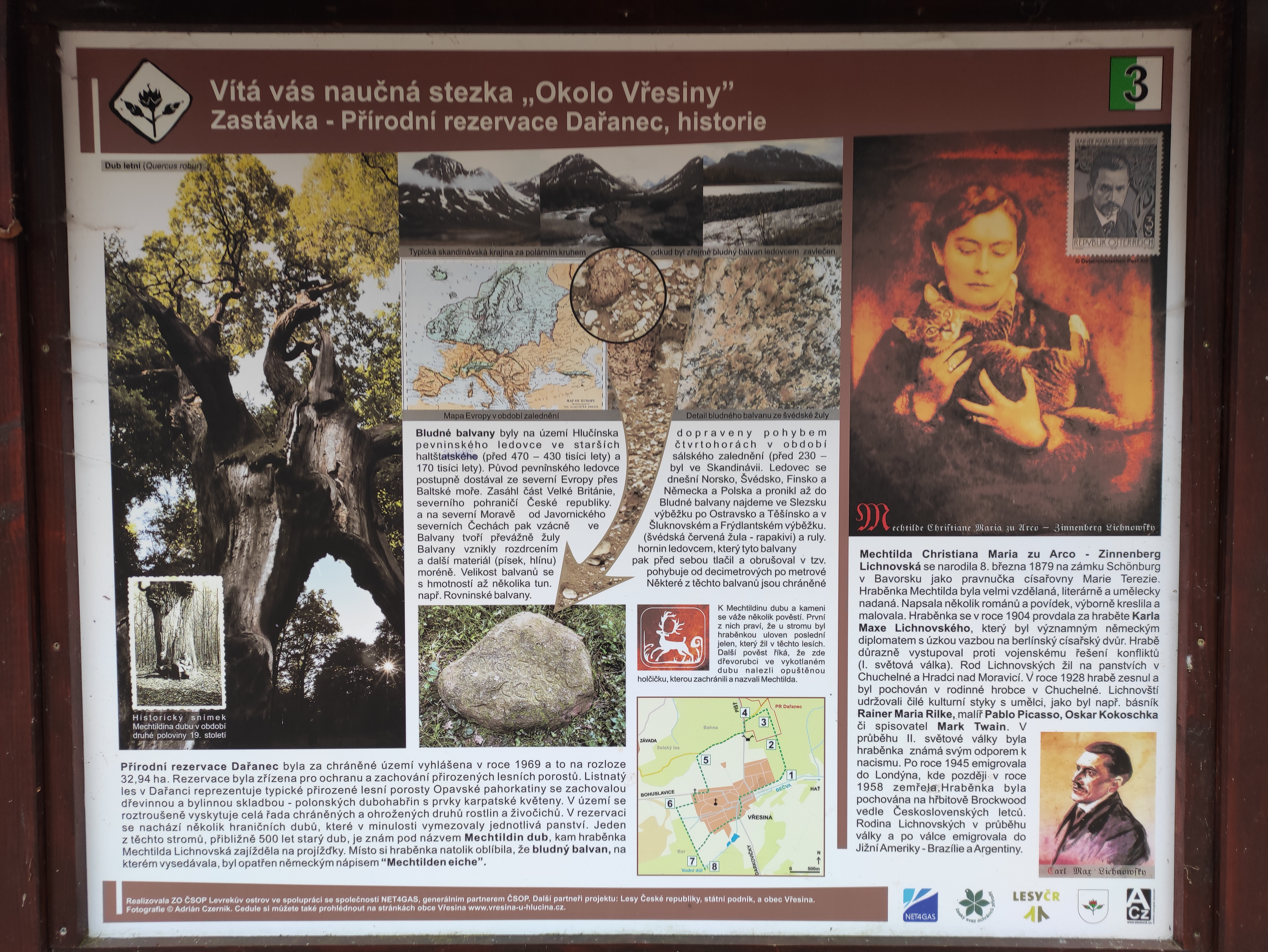